# Cvetković
Cvetković is een plaats in de gemeente Jastrebarsko in de Kroatische provincie Zagreb. De plaats telt 692 inwoners (2001).